# Гурзо Сергій Сафонович
Гурзо Сергій Сафонович — російський актор. Лауреат Державної премії СРСР (1951).
Народився 23 вересня 1926 р. Помер 19 вересня 1974 р. у Ленінграді. Закінчив Всесоюзний державний інститут кінематографії (1950).

## Фільмографія
Грав у стрічках:
- «Перший м'яч» (футболіст),
- «Молода гвардія» (Сергій Тюленін),
- «Сміливі люди» (Вася Говорухін),
- «Все починається з дороги» (Шурка) та ін.

Знявся в українських фільмах:
- «У мирні дні» (1951, Паничук),
- «Тривожна молодість» (1955, Яшка Тиктор),
- «Народжені бурею» (1957, Андрій Птаха).